# Lomas de Chapultepec
Las Lomas de Chapultepec is een wijk in de gemeente Miguel Hidalgo van Mexico-Stad.
De wijk dateert uit de jaren '30. Las Lomas ligt ten noorden van de heuvel Chapultepec en geldt als een van de meest welgestelde wijken van het land.

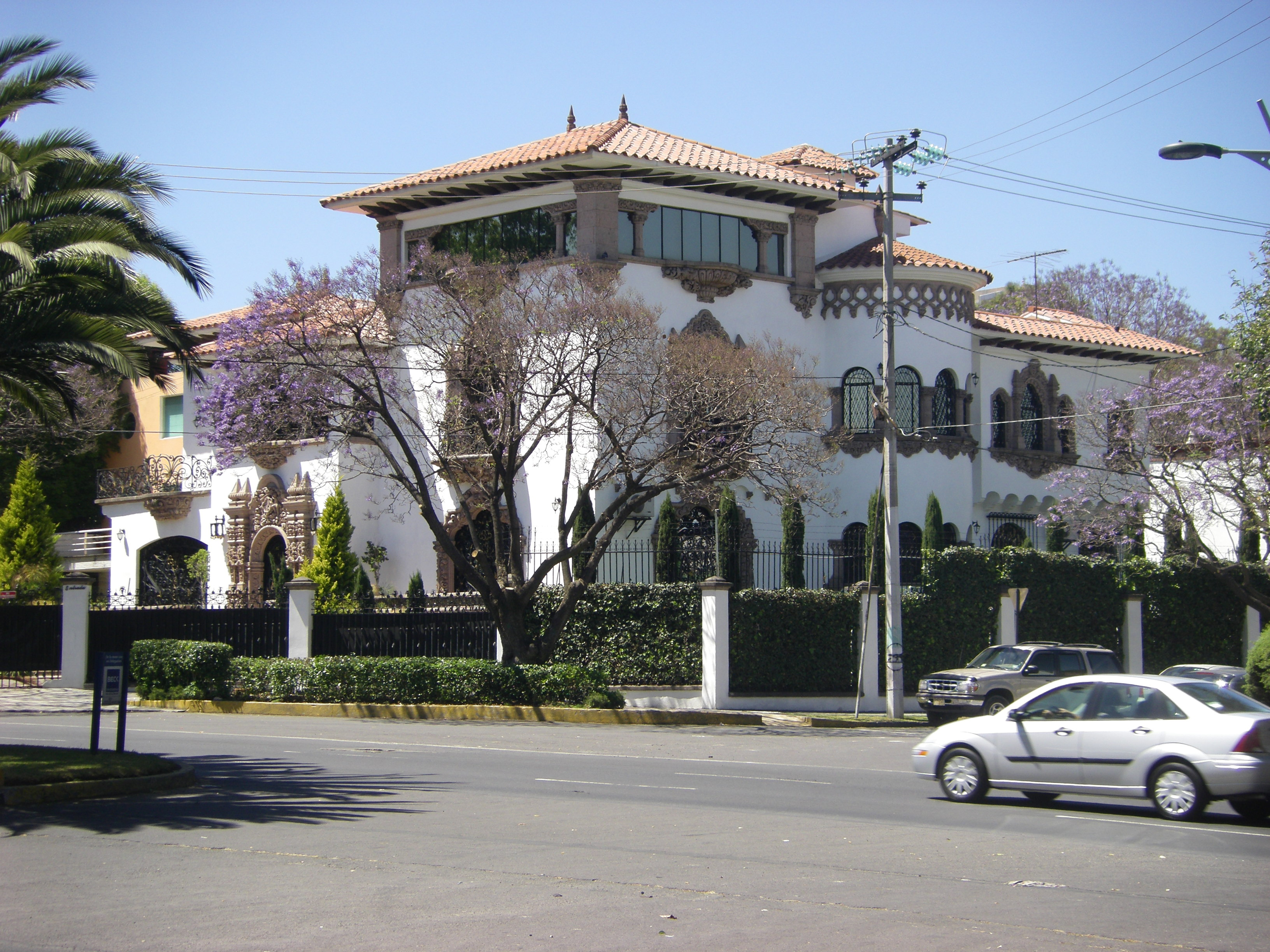
Villa in Lomas de Chapultepec
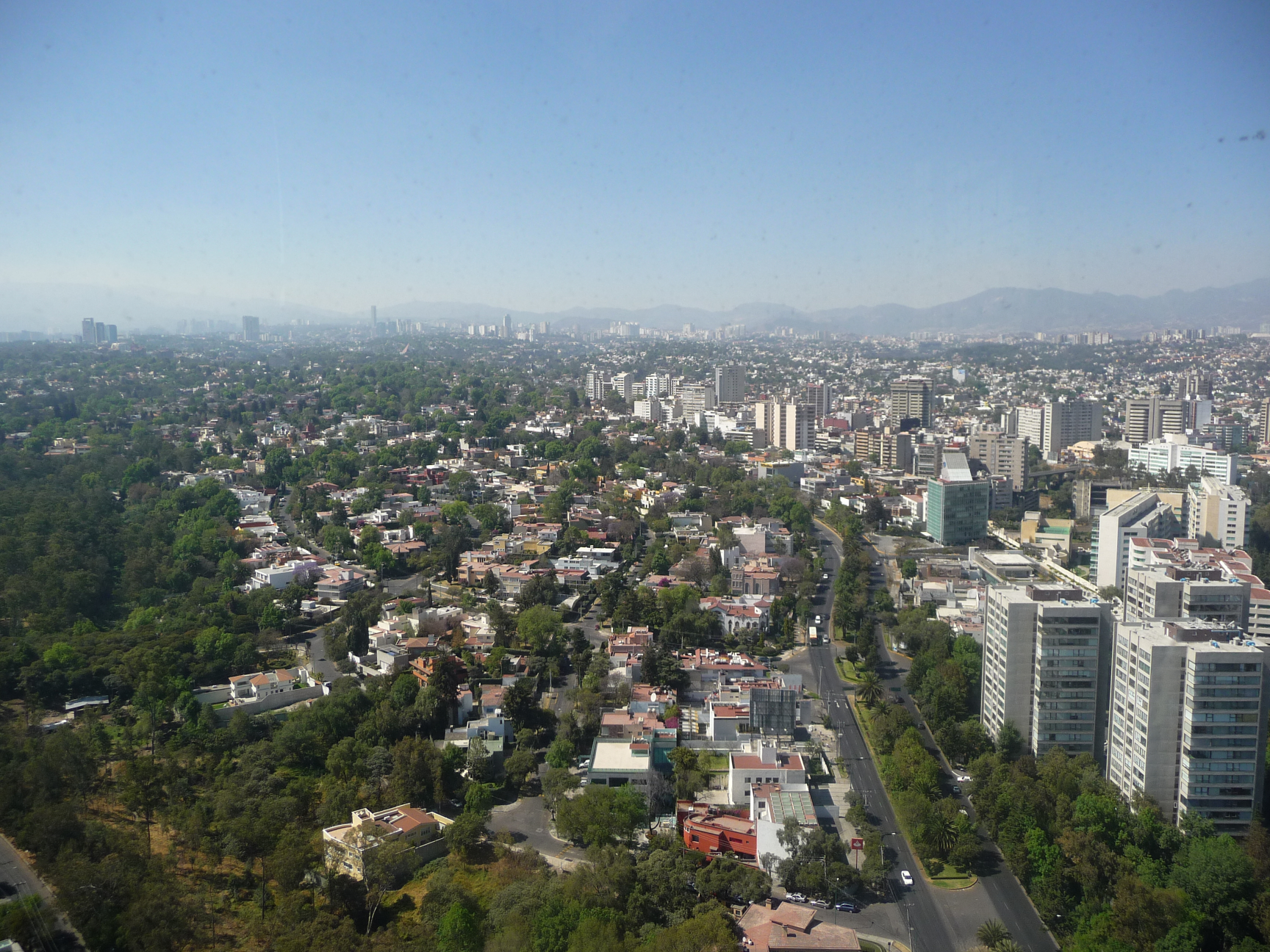
Lomas de Chapultepec